# 桓彦範
桓 彦範（かん げんはん、653年 - 706年）は、唐代の官僚・政治家・軍人。字は士則。本貫は潤州丹陽県。

## 経歴
雍王府諮議参軍・弘文館学士の桓法嗣の孫にあたる。若くして蔭官により右翊衛に任じられた。聖暦元年（698年）、司衛寺主簿となった。狄仁傑の礼遇を受けた。ほどなく監察御史に抜擢された。
長安3年（703年）、御史中丞に転じた。長安4年（704年）、司刑寺少卿となった。ときに司僕寺卿の張昌宗が術人の李弘泰を派遣しておのれに天分があるかを占わせたことが発覚し、御史中丞の宋璟が張昌宗を収監してその罪を糾明したいと請願したが、武則天は許可しなかった。彦範が上疏して張昌宗の罪を取り調べるよう求めたが、やはり武則天は聞き入れなかった。内史の李嶠らが周興・丘勣・来俊臣に弾劾されて失脚した者たちを赦免するよう求めると、彦範もまた揚州・豫州・博州の関係者および諸反乱の首領を除く文明元年（684年）以後に罪を得た人の一切を赦免するよう請願する上奏をおこなった。上表上疏は前後10回におよび、武則天に聞き入れられた。
この年の冬、武則天が病床についた。張易之と弟の張昌宗は宮中に入って病床に侍り、ひそかに反乱を企んだ。彦範は張柬之や敬暉らとともに張易之兄弟を殺害しようと図った。彦範は左羽林軍将軍となり、敬暉は右羽林軍将軍となり、禁兵を掌握した。彦範と敬暉は皇太子李顕の謁見を受けて、その計画の内諾を得た。神龍元年（705年）1月、彦範は敬暉や李湛・李多祚・楊元琰・薛思行らとともに、左右の羽林兵および千騎500人あまりを率いて張易之・張昌宗を宮中で討つべく、李湛・李多祚に命じて東宮に皇太子を迎えさせた。兵が玄武門にいたると、彦範らは太子を奉じて関に斬りこんで入り、兵士は大騒ぎした。ときに武則天は迎仙宮の集仙殿にいた。張易之・張昌宗は廓下で斬られ、その兄の張昌期・張同休も斬られて、いずれも首級を天津橋の南にさらされた。翌日、太子李顕（中宗）が即位すると、彦範は功により銀青光禄大夫の位を加えられ、納言に任じられ、上柱国の位を受け、譙郡公に封じられた。さらに侍中に転じ、新令に従った。
彦範は上表して時政数条を論じ、皇后には政治に関与させないよう、また僧の慧範を処刑するよう、あるいは方術家の鄭普思を任用しないよう求めた。いずれも中宗に聞き入れられなかった。
ときに韋皇后が朝政を掌握し、徳静郡王武三思が国政に用いられていた。武三思は彦範らによって武則天が廃位されたことに恨みを抱き、また彦範らによって武氏が排除されていくのに危機感を覚えて、先手を取って彦範らを排除しようと計画していた。中宗は韋皇后の言いなりで、武三思は韋皇后と私通し、朝に夕に彦範らを誹謗中傷した。中宗は武三思の計を用いて、彦範を扶陽郡王に進封させつつ、知政事（宰相）から退任させ、実権を奪った。彦範は韋氏の姓を賜った。ほどなく彦範は洺州刺史として出され、濠州刺史に転じた。
神龍2年（706年）、光禄寺卿・駙馬都尉の王同晈が武三思の殺害を図り、事が漏れて武三思に誣告され、王同晈は韋皇后の廃位を図っていたとされ、彦範らは王同晈と通じていたとされた。彦範は瀧州司馬に、敬暉は崖州司馬に、袁恕己は竇州司馬に、崔玄暐は白州司馬に、張柬之は新州司馬に左遷され、いずれも爵位を剥奪された。彦範は本姓の桓氏にもどされた。
この年の秋、武三思はひそかに人を使って韋皇后の醜行を暴露し、その廃位を求める怪文書を天津橋に掲示させた。中宗はこれを聞いて怒り、御史大夫の李承嘉に命じて掲示の犯人を求めさせた。李承嘉は武三思の意を受けて、彦範と敬暉・張柬之・袁恕己・崔玄暐らが人に教えてやらせたもので、族滅を加えるべきだと言上した。大理寺丞の李朝隠は取り調べをおこなわずに、皆殺しにすべきではないと上奏した。大理寺卿の裴談は勅命により5人を斬罪に処し、財産を没収すべきだと上奏した。中宗はそれらの意見を聞いて、彦範ら5人にかつて鉄券を与えていたことから、死を許さず、彦範は瀧州で終身禁錮とされ、子弟の16歳以上の者もまた嶺南に配流された。李承嘉は金紫光禄大夫の位を加えられ、襄武郡公に進封された。裴談は刑部尚書に任じられ、李朝隠は聞喜県令に左遷された。まもなく武三思は節愍太子李重俊をあてこすったとして彦範らの三族を殺すよう上表したが、中宗は前の命のとおりとして、聞き入れなかった。武三思は彦範らが再び任用されることを恐れて、中書舎人の崔湜の計を納れて、崔湜の母方の従兄の嘉州司馬周利貞に右台侍御史を兼ねさせ、嶺南で制といつわって彦範らを殺させることにした。彦範は配所に赴く途中、貴州までいたって、周利貞に捕らわれ、竹のいかだの上で引かれて、その後に杖殺された。享年は54。
延和元年（712年）、彦範は侍中・譙国公の官爵を回復された。諡は忠烈といった。建中元年（780年）、司徒の位を追贈された。

## 伝記資料
- 『旧唐書』巻91 列伝第41
- 『新唐書』巻120 列伝第45